# Kanadensisk engelska
Kanadensisk engelska (engelska: Canadian English, franska: Anglais canadien) (CanE, CE, en-CA) är den engelska som talas i Kanada. Engelskan är förstaspråk, eller "modersmål", för uppskattningsvis 24 miljoner kanadensare (77 procent), och över 28 miljoner (86 procent) talar språket flytande.
82 procent av kanadensarna utanför Québec talar engelska som modersmål. Åker man däremot in i Québec sjunker siffran ned till blott 7,7 procent, då de flesta invånarna där talar Québecfranska.

## Källhänvisningar
1. ↑  en-CA är språkkoden för Kanadensisk engelska, enligt ISO-standard (se ISO 639-1 och ISO 3166-1 alpha-2) och Internetstandard (se IETF-språkkod).
2. ↑  ”Population by knowledge of official language, by province and territory (2006 Census)”. 0.statcan.ca. 11 december 2007. Arkiverad från originalet den 17 juni 2008. https://web.archive.org/web/20080617104104/http://www40.statcan.ca/l01/cst01/demo15.htm?sdi=population%20knowledge%20official%20language. Läst 26 februari 2011.
3. ↑  ”Population by mother tongue and age groups, percentage distribution (2006), for Canada, provinces and territories – 20% sample data”. Statistics Canada. 2007. Arkiverad från originalet den 10 mars 2009. https://web.archive.org/web/20090310155903/http://www12.statcan.ca/english/census06/data/highlights/language/Table401.cfm. Läst 4 december 2007.